# كينيث توماس (لاعب شطرنج)
كينيث توماس (بالإنجليزية: Kenneth Thomas)‏ هو لاعب شطرنج أمريكي، ولد في 24 فبراير 1938.

## وصلات خارجية
- كينيث توماس على موقع مباريات الشطرنج (الإنجليزية)